# I. Simeon bolgár cár
I. (Nagy) Simeon (bolgárul: Симеон I Велики), (863/865 – 927. május 27.) az Első Bolgár Birodalom kánja volt, 893-tól 913-ig, majd cárja ("császárja") 913-tól haláláig. Uralma alatt a Bolgár Birodalom a Fekete-tengertől a Száváig és az Égei-tengerig terjedt, valamint Kelet-Európa legerősebb államává vált, Simeon ennek érzékeltetésére felvette a cár címet. Simeon uralkodása az egész szláv kultúrára is rányomta jellegét, ugyanis ekkor terjedt el a szláv világ nagy részében a Szent Cirill által megalkotott glagolita ábécé, valamint az ő uralkodása alatt alakult meg az önálló Bolgár Ortodox Patriarchátus.

## Élete a trónra lépés előtt
Simeon I. Borisz kán törvénytelen fiaként született, 864 körül. Borisz volt, aki a kereszténységet országa államvallásává tette, így Simeon is keresztényként nevelődött. Borisz utódjaként a bolgár trónon eredetileg a legidősebb fiát, Vladimirt jelölte ki, Simeont papi pályára szánta és Konstantinápolyba küldte, ahol teológiai tanulmányokat folytatott, valamint megismerkedett a görög kultúrával és megtanul folyékonyan beszélni görögül.
888 körül Simeon visszatért Bulgáriába és a Veliki Preszlavban megalapított királyi monostorba költözött, ahol vallási iratok görögről ószlávra való lefordításával foglalkozott.
889-ben Borisz kán lemondott a trónról és visszavonult egy kolostorba. A trónon Vladimir követte, aki azonban nem követte az apja politikáját, hanem megkísérelte a pogány valláshoz való visszatérést és egy Bizánc-ellenes paktumot kötött Arnulf keleti frank királlyal, amiért apja elfogatta és megvakíttatta, helyére Simeont nevezve ki kánnak, 893-ban. Simeon első dolga trónra lépése után a főváros Pliszkából Veliki Preszlavba való költöztetése volt.

## Külpolitikája
Simeon trónra lépése után, 893-ban Pannóniába vezetett hadat. Majd dél felé fordult: az édesapja által megteremtett bizánci – bolgár békés időszak véget ért, ugyanis VI. León bizánci császár a Bulgáriából érkező áruk felvásárlási helyét Konstantinápolyból Szalonikibe helyezte át, ahol a bolgár kereskedőket keményen megadóztatták. A kereskedők Simeonhoz fordultak védelemért, aki kérdőre vonta a császárt, de a császár válaszra sem méltatva megszakította kapcsolatait a Bolgár Birodalommal. Emiatt Simeon 894 őszén támadást indított a Bizánci Birodalom balkán-félszigeti birtokai ellen.
A bolgár sereg inváziója gyorsan haladt előre, mert a bizánci csapatok nagy része Anatóliában harcolt az arabokkal. A meglepett Leó a fővárosban állomásozó katonai egységeket küldte a bolgárok megállítására, de Simeon seregei teljesen szétverték őket. A csatában számos főember elesett, a hadseregparancsnokot is beleértve és sok katona hadifogságba esett. Simeon már Konstantinápoly ostromára készült, amikor hirtelen vissza kellett vonnia seregeit, mert a bizánciakkal szövetséges magyarok északról támadást indítottak a Bolgár Birodalom ellen.
Ezt kihasználva a bizánciak egy erős hadsereget és flottát állítottak fel Niképhorosz Phókasz vezetésével. A bizánciak békét ajánlottak Simeonnak, de Simeon nem volt hajlandó békét kötni és támadást indított a bizánciak ellen. VI. Leó a magyaroktól kért és kapott segítséget: a magyar sereg Levente vezetése alatt végigpusztította Bulgáriát. A hadjárat a mai Galaţi térségében történt. A bolgárok kétszer is összecsaptak a magyarokkal Észak-Dobrudzsában, de mind a kétszer a magyarok győztek, így Simeon kénytelen volt visszavonni seregeit Szilisztráig. Simeon ezután a besenyőkkel szövetkezve végigpusztította a magyarok etelközi szállásait, s azokat új haza keresésére kényszerítette (895). A háborúskodást a 895 nyarán megkötött fegyverszünet szüntette meg: ez mind a magyarokra, mind a bizánciakra vonatkozott.
Simeon a fegyverszünet idejét egy megtorló hadjárat előkészítésére használta a magyarok ellen, szövetséget kötve a magyarok keleti szomszédságában lakó besenyőkkel. A bolgár és besenyő csapatok a 896-os év elején támadtak a magyarokra. Simeon seregei a Déli-Bug menti csatában mértek vereséget a magyarokra, míg a besenyők támadása Etelköz elhagyására kényszerítette őket és ennek köszönhetően kezdődött meg a magyar honfoglalás.

Bulgária Simeon uralma idején

A magyarok legyőzését követően még a 896-os év folyamán újabb támadást indított Bizánc ellen, seregeivel egyenesen Konstantinápoly felé véve az irányt. Thráciában a bolgár sereg egy sietősen felszerelt bizánci hadseregbe ütközött, amelyet a bulgarophügoni csatában le is győzött. VI. Leó császár csak alkudozások révén tudta megmenteni Konstantinápolyt az ostromtól, évi adó fizetésére kötelezve magát, valamint átadott egy nagy területet a Bolgár Birodalomnak, amely nagyrészt a mai Macedóniát és Albániát foglalta magába. A két ország közti új határ Szalonikitől mintegy 20 km-re északra húzódott. Ezen kívül Simeon kiterjesztette befolyását a Szerb Hercegségre is, Petar Gojnikovićot ismertetve el uralkodónak.
VI. Leó császár 912-es halála után testvére III. Alexandrosz került trónra, aki megtagadta Simeonnak az évi adó fizetését, ezzel kiváltva a bolgárok támadását. Mielőtt a bolgár offenzíva megindult volna, Alexandrosz meghalt és helyette VI. Leó fia, VII. Kónsztantinosz került a trónra, aki még kiskorú volt, így helyette Nikholasz Müsztikosz pátriárka vette kezébe az ország irányítását, mint régens. Ő megpróbálta lebeszélni Simeont a hadjárat indításáról, de sikertelenül. A bolgár seregek megindultak és nagyobb ellenállásba sem ütközve, rövid idő alatt elérték Konstantinápolyt. Simeon azonban lemondott a város ostromáról, de cserébe Nikholasz pátriárka kénytelen volt újra beleegyezni az évi adó fizetésébe, beleegyezett, hogy Kónsztantinosz Simeon egyik lányát veszi majd feleségül és hivatalosan elismerte Simeont a Bolgár Birodalom cárjának: 913-ban megkoronázta a bolgár uralkodót. Ez azt szimbolizálta, hogy a császári hierarchián belül Simeon maga is a bizánci uralkodóhoz hasonló személy lett.

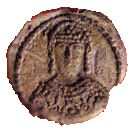
Pénzérme Simeon arcképével

A békés időszak azonban nem tartott sokáig, mert már nem sokkal a békeszerződés után mind Simeon, mind a bizánciak újabb hadjáratra kezdtek készülni. 914-ben tehát Bizáncra támadt. Simeon megpróbálta a besenyőket is megnyerni szövetségeseinek, de nem sikerült neki, mert a bizánciaknak sikerült a saját oldalukra állítani őket, valamint sikerül rábeszélniük a szerb herceget is a csatlakozásra. Az így megerősödött bizánciak támadása 917-ben indult a Leo Phókasz vezette szárazföldi csapatok és a Rómanosz Lekapénosz (a későbbi I. Rómanosz császár) vezette bizánci flotta révén. A szárazföldi csapatok azonban augusztus 20-án az ankhialoszi csatában katasztrofális vereséget szenvedtek a bolgároktól és a sereg parancsnokainak többsége is elesett, Leó Phókasz is csak nehezen tudott megmenekülni. Az északról tervezett besenyő támadás szintén megfeneklett, ugyanis Lekapénosz admirális megtagadta, hogy a besenyő katonákat átszállítsa a Dunán, a szerbek pedig nem tudták megtámadnia a bolgárokat, mert Simeon szövetségese, a szomszédos Zahumlje nevű állam vezetője időben értesítette őt a szerb herceg tervéről.
Az ankhialoszi győzelem után a bolgárok üldözőbe vették a menekülő bizánciakat és a Konstantinápolyhoz közeli Katasyrtai falu mellett teljesen szétverték őket. 918-ban Korinthosznál arattak győzelmet Simeonék.
A bizánciak legyőzését követően Simeon seregeit Petar Gojniković herceg megbüntetésére küldte. A szerb herceget elfogták és Preslavba vitték, ahol börtönbe zárták és ott is halt meg egy év múlva. Helyére Simeon Pavle Branovićot nevezte ki. Az új herceg azonban nem bizonyult hűségesebbnek elődjénél, így Simeon őt is félreállította, majd 924-ben annektálta a Szerb Hercegséget.
A bolgár uralkodó utolsó háborújára 926-ban került sor, amikor seregeit Alogobotur parancsnoksága alatt a Horvát Királyság megszállására küldte, amely Bizánc szövetségese volt. A horvátok azonban a Bosnyák-Felföldi csatában 927. május 27-én súlyos vereséget mértek a bolgár hadakra, a csatában maga Alogobotur is elesett. I. Tomiszláv király azonban egy újabb bolgár támadást megelőzendő, Madalbert pápai legátus közvetítésével békét kötött a bolgárokkal, a háború előtti status quo alapján, de felmondva a Bizánccal kötött szövetségi szerződést. Simeon azonban a békekötést már nem érte meg, mert a bosnyák-horvát csata napján, 927. május 27-én szívinfarktusban elhunyt. Mivel legidősebbik fiát, Mihályt Simeon kolostorba záratta, így a trónon második fia, I. Péter követte.

## Simeon és a kultúra

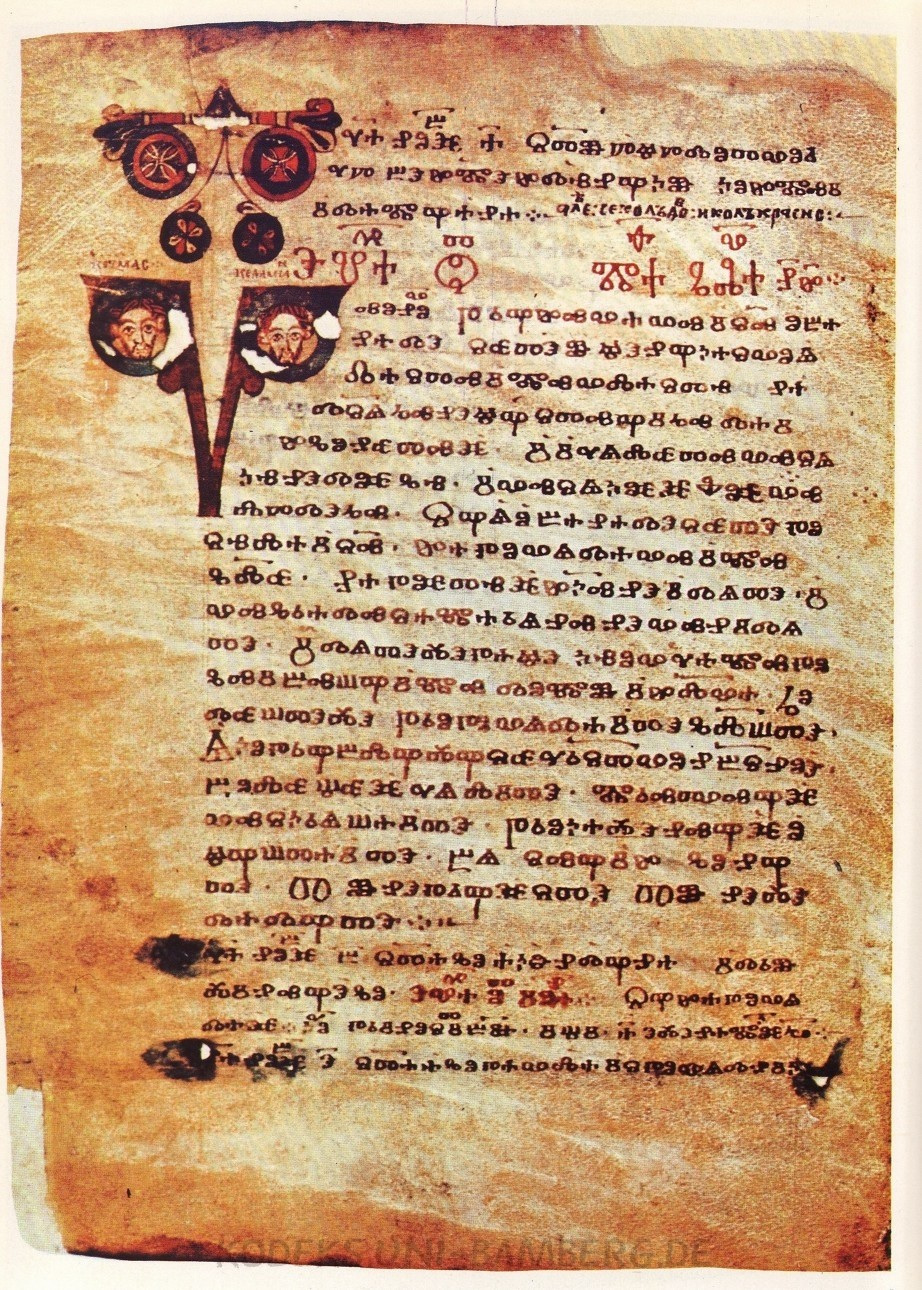
Bolgár kódex Simeon idejéből

Simeon uralkodása alatt a középkori bolgár kultúra virágkorát élte, a szláv országok kulturális és – a Bolgár Ortodox Patriarchátus létrejötte után – vallási központjává válva. Simeon uralma képezi a középkori bolgár irodalom legtermékenyebb időszakát is. Simeon, ifjúkorában a konstantinápolyi császári udvarban nevelkedvén, elsajátította a bizánci kultúrát, majd preslavi udvarában is elterjesztette, de a bizánci kultúra asszimilatív hatását ellensúlyozandó kivívta az ország teljes függetlenségét mind politikai, mind vallási téren.
Simeon uralkodása alatt támogatta a Szent Cirill és Metód áltat elkezdett térítőmunkát, akiknek tanítványai – élükön Ohridi Szent Kelemennel, Szent Naummal és Preslavi Konstantinnal – a tanítómunka mellett lefordították a Bibliát és egyéb keresztény iratokat, mint például Aranyszájú Szent János, Nagy Szent Vazul, Alexandriai Kürillosz, Nazianzi Szent Gergely és Alexandriai Szent Atanáz műveit bolgár nyelvre.

## Családja
Simeon kétszer nősült, első – ismeretlen nevű és nemzetiségű – feleségétől egy fia született, Mihály, akit elsőszülöttsége ellenére Simeon nem fogadott el trónörökösének, ezért nem sokkal halála előtt kolostorba küldte, hogy második házasságából született első fia, Péter számára biztosítsa a trónt. Mihály ebbe nem nyugodott bele és 931-ben lázadást szított Péter ellen, a felkelés kezdetén viszont tisztázatlan körülmények között meghalt.
Második felesége egy befolyásos bolgár nemes lánya volt, akitől három fia és több lánya született. A legidősebb fiú, Péter apját követte a trónon, a középső fiú, Iván, 928-ban felkelést szított testvére ellen, de miután Péter győzött, kénytelen volt Bizáncba menekülni. A legkisebb fiúról, Benjáminról kevés említés esik a korabeli forrásokban, de egy Liudprand nevű lombard krónikás legendabeli elemekkel "díszíti fel" alakját, kijelentve, hogy Benjámin rendelkezett az "alakváltás" képességével, farkassá, vagy egyéb állattá tudott átváltozni.